# Challenger de Mohammedía 2014
El Morocco Tennis Tour – Mohammedía 2014 fue un torneo de tenis profesional jugado en canchas de tierra batida. Se disputó la 1ª edición del torneo que formó parte del circuito ATP Challenger Tour 2014. Se llevó a cabo en Mohammedía, Marruecos entre el 16 y el 22 de junio de 2014.

## Jugadores participantes del cuadro de individuales

### Cabezas de serie
| País                 | Jugador                 | Ranking1 | N.º |
| -------------------- | ----------------------- | -------- | --- |
| Bandera de España    | Pablo Carreño           | 73       | 1   |
| Bandera de España    | Roberto Carballés Baena | 182      | 2   |
| Bandera de Brasil    | Guilherme Clezar        | 206      | 3   |
| Bandera de España    | Rubén Ramírez Hidalgo   | 208      | 4   |
| Bandera de Egipto    | Mohamed Safwat          | 216      | 5   |
| Bandera de Chile     | Gonzalo Lama            | 249      | 6   |
| Bandera de Brasil    | Ricardo Hocevar         | 261      | 7   |
| Bandera de Australia | Jason Kubler            | 278      | 8   |

- 1 Se ha tomado en cuenta el ranking del 9 de junio de 2014.

### Otros participantes
Los siguientes jugadores recibieron una invitación (wild card), por lo tanto ingresan directamente al cuadro principal (WC):
- Yassine Idmbarek
- Younes Rachidi
- Amine Ahouda
- Mehdi Jdi

Los siguientes jugadores ingresan al cuadro principal tras disputar el cuadro clasificatorio (Q):
- Fabiano de Paula
- Juan-Samuel Arauzo-Martínez
- Sherif Sabry
- Nicolás Jarry

## Jugadores participantes en el cuadro de dobles

### Cabezas de serie
| País                 | Jugador          | País                        | Jugador            | Ranking1 | N.º |
| -------------------- | ---------------- | --------------------------- | ------------------ | -------- | --- |
| Bandera de Italia    | Riccardo Ghedin  | Bandera de los Países Bajos | Antal van der Duim | 313      | 1   |
| Bandera de Filipinas | Ruben Gonzales   | Bandera de Venezuela        | Roberto Maytín     | 352      | 2   |
| Bandera de Chile     | Nicolas Jarry    | Bandera de Italia           | Walter Trusendi    | 735      | 3   |
| Bandera de Brasil    | Guilherme Clezar | Bandera de Brasil           | Ricardo Hocevar    | 857      | 4   |

- 1 Se ha tomado en cuenta el ranking del 9 de junio de 2014.

## Campeones

### Individual Masculino
- Pablo Carreño derrotó en la final a  Daniel Muñoz de la Nava, 7–62, 2–6, 6–2

### Dobles Masculino
- Fabiano de Paula /  Mohamed Safwat derrotaron en la final a  Richard Becker /  Elie Rousset por 6-2, 3-6, 10-6.